# Thomas Blomgren
Thomas Blomgren är en karaktär i böckerna och TV-serien om den fiktiva ön Saltön i Göteborgs skärgård. I TV-serien spelas han av Tomas von Brömssen.
Blomgren driver en tobakshandel på ön. Han var i början av serien gift med Emily Blomgren (född: Schenker), men hon lämnade honom för att bo i en bil tillsammans med högstadieläraren Ragnar från Kalmar. Men Ragnar blev inte långvarig utan lämnade Emily och Saltön, och när Emily kommer tillbaka till parets gemensamma hus på midsommarnattskvällen stupfull, finner hon Blomgren tillsammans med Johanna Karlsson i hammocken. Nu var äktenskapet definitivt slut.
I slutet av den tredje boken, En fröjdefull jul, när Blomgren har besökt sin dotter Paula i Afrika, där hon jobbar som missionär, tröttnar Johanna på Blomgren, eftersom han inte vill komma någon vart i förhållandet, och hon flyr till Italien. Blomgren blir då deprimerad, och i den fjärde boken Sol och Vår försvinner Blomgren, och alla tror att det värsta har hänt. Men i slutet av boken får man reda på att Blomgren är oskadd.